# UCI Track Cycling Nations’ Cup 2021

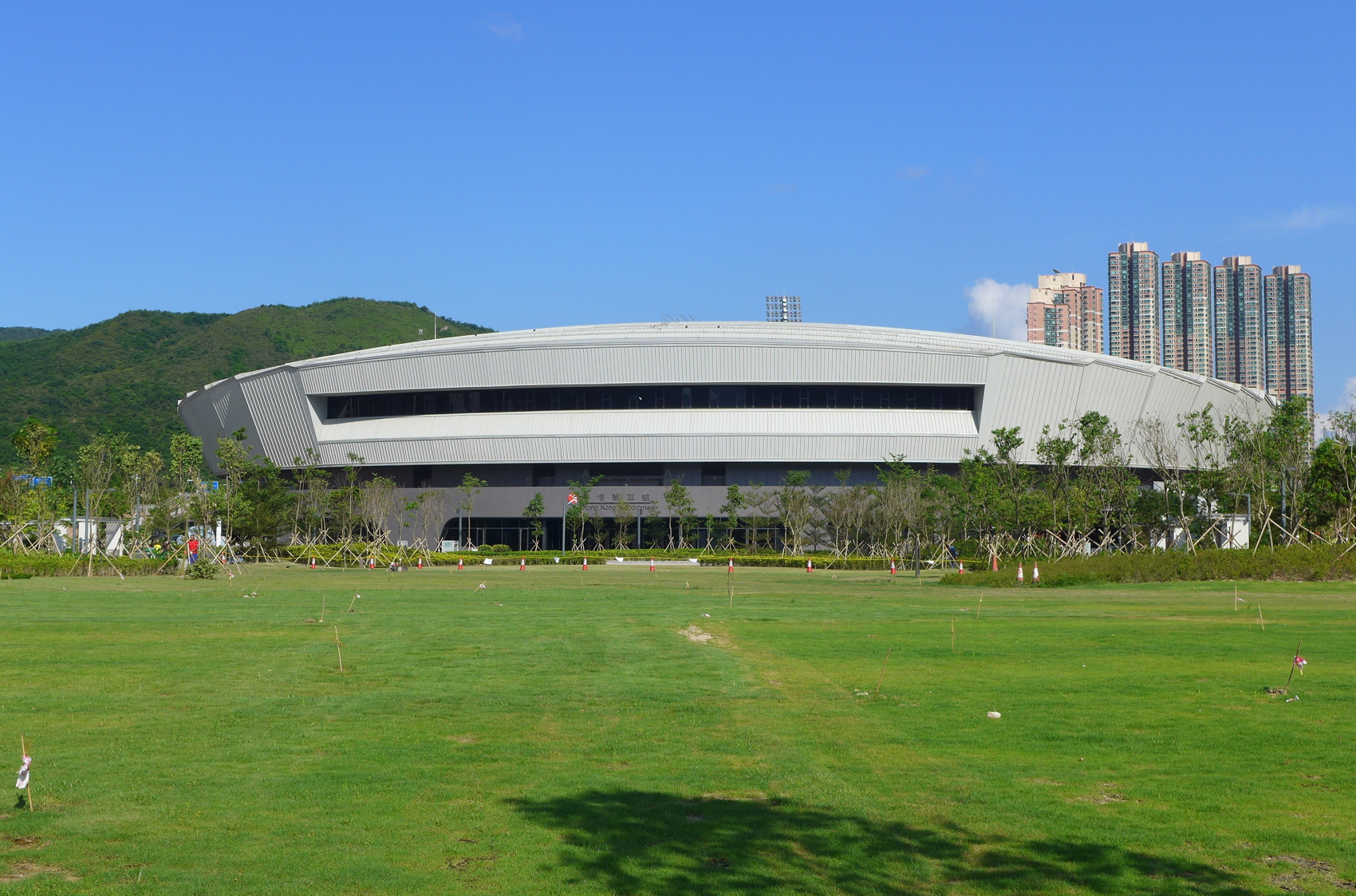
Hong Kong Velodrome

Der UCI Track Cycling Nations’ Cup 2021 (deutsch UCI Bahnradsport-Nationencup) war die erste Austragung dieser Serie von Bahnradsport-Wettbewerben, die durch die Union Cycliste Internationale organisiert wird.

## Austragungsorte
| Datum            | Sportstätte                                | Ort              | Bemerkung                            |
| ---------------- | ------------------------------------------ | ---------------- | ------------------------------------ |
| 22.–25. April    | Geraint Thomas National Velodrome of Wales | Newport          | abgesagt wegen der COVID-19-Pandemie |
| 13.–16. Mai      | Hong Kong Velodrome                        | Hongkong         | –                                    |
| 8.–11. Juli      | Velodrome Lokosphinx                       | Sankt Petersburg | –                                    |
| 9.–12. September | Velódromo Alcides Nieto Patiño             | Cali             | Termin wurde geändert                |

Die erste Veranstaltung in Newport sollte mutmaßlich ohne Zuschauer stattfinden. Im März 2021 wurde diese Austragung wegen der COVID-19-Pandemie abgesagt. Nach Ansicht des russischen Cheftrainers Sergej Kopovets im März 2021 stand auch der zweite Cup-Termin im Mai in Hongkong zur Disposition. Der Lauf kam dennoch zur Austragung, wenn auch mit verkleinertem Starterfeld; so waren unter anderem keine Sportler aus den Niederlanden, Frankreich oder den USA vor Ort. Im Teamsprint der Frauen ging nur die heimische Mannschaft aus Hongkong an den Start, und die Mannschaftsverfolgung der Frauen wurde mangels Teilnehmerinnen gar nicht ausgetragen.
Der Lauf des Cups in Hongkong war wegen der COVID-19-Pandemie die erste internationale Veranstaltung der UCI seit den Bahnradsport-Weltmeisterschaften 2020 in Berlin. Im Hong Kong Velodrome wurden in den Jahren zuvor 2016 Austragungsort eines Laufes des Bahn-Weltcups sowie 2017 der Weltmeisterschaften.
Kurz nach der Austragung des Laufs in Hongkong wurde der Lauf in Cali wegen der Corona-Situation in Kolumbien abgesagt oder verschoben. Es wurde ein neuer Termin im Oktober angekündigt, und im Juli wurde ein weiterer Lauf in Sankt Petersburg ausgetragen.

## Beteiligung
Es nahmen Athleten aus den folgenden 47 Nationalmannschaften und 8 UCI Track Teams an den Wettbewerben teil.
| Afrika - Ägypten - Algerien - Nigeria - Südafrika Asien - Hongkong - Indien - Japan - Kasachstan - Malaysia - Singapur - Thailand - Usbekistan | Amerika - Barbados - Brasilien - Chile - Costa Rica - Ecuador - Guatemala - Kanada - Kolumbien - Mexiko - Trinidad und Tobago - Venezuela - Vereinigte Staaten | Europa - Belarus - Belgien - Dänemark - Deutschland - Frankreich - Georgien - Griechenland - Irland - Italien - Lettland - Litauen - Norwegen | - Österreich - Polen - Portugal - Rumänien - Russland - Schweiz - Slowakei - Spanien - Tschechien - Ukraine - Ungarn |

UCI Track Teams:
| - BGT Team Bridgestone Cycling - DSR Dream Seeker Racing Team - EUS Eustrak-Euskadi - MCT Marathon-Tula Cycling Team | - NCT Nur-Sultan Cycling Team - RKD Team Rakuten K Dreams - SCT Scotland Track Cycling Team - SDF Sime Darby Foundation |

Fahrerinnen und Fahrer, die in den untenstehenden Tabellen kursiv geschrieben sind, bestritten bei Mannschaftswettbewerben lediglich die Runden vor dem Finale. Fahrerinnen und Fahrer, die für ein UCI Track Team angetreten sind, sind mit dessen Kürzel hinter dem Namen gekennzeichnet.

## Frauen

### Sprint
| Ort              | Siegerin            | Zweite             | Dritte             |
| ---------------- | ------------------- | ------------------ | ------------------ |
| Hongkong         | Lee Wai-sze         | Yūka Kobayashi     | Fuko Umekawa (RKD) |
| Sankt Petersburg | Anastassija Woinowa | Jana Tyschtschenko | Simona Krupeckaitė |
| Cali             | Martha Bayona       | Mathilde Gros      | Sarah Orban        |

Gesamtwertung
| Pos. | Fahrerin                | Hong | Pet | Cali | Pkt  |
| ---- | ----------------------- | ---- | --- | ---- | ---- |
| 1.   | Martha Bayona           | –    | 560 | 800  | 1360 |
| 2.   | Anis Amira Rosidi (SDF) | 328  | –   | 520  | 848  |
| 3.   | Anastassija Woinowa     | –    | 800 | –    | 800  |
| 4.   | Lee Wai-sze             | 800  | –   | –    | 800  |
| 5.   | Mathilde Gros           | –    | –   | 720  | 720  |
| 6.   | Jana Tyschtschenko      | –    | 720 | –    | 720  |
| 7.   | Yūka Kobayashi          | 720  | –   | –    | 720  |
| 8.   | Sarah Orban             | –    | –   | 640  | 640  |
| 9.   | Simona Krupeckaitė      | –    | 640 | –    | 640  |
| 10.  | Fuko Umekawa (RKD)      | 640  | –   | –    | 640  |

### Keirin
| Ort              | Siegerin       | Zweite                   | Dritte           |
| ---------------- | -------------- | ------------------------ | ---------------- |
| Hongkong         | Yūka Kobayashi | Lee Wai-sze              | Madalyn Godby    |
| Sankt Petersburg | Martha Bayona  | Alessa-Catriona Pröpster | Katharina Albers |
| Cali             | Martha Bayona  | Yuli Verdugo             | Urszula Łoś      |

Gesamtwertung
| Pos. | Fahrerin                 | Hong | Pet | Cali | Pkt  |
| ---- | ------------------------ | ---- | --- | ---- | ---- |
| 1.   | Martha Bayona            | –    | 800 | 800  | 1600 |
| 2.   | Yūka Kobayashi           | 800  | –   | –    | 800  |
| 3.   | Yuli Verdugo             | –    | –   | 720  | 720  |
| 4.   | Alessa-Catriona Pröpster | –    | 720 | –    | 720  |
| 5.   | Lee Wai-sze              | 720  | –   | –    | 720  |
| 6.   | Anis Amira Rosidi (SDF)  | 304  | –   | 360  | 664  |
| 7.   | Urszula Łoś              | –    | –   | 640  | 640  |
| 8.   | Katharina Albers         | –    | 640 | –    | 640  |
| 9.   | Madalyn Godby            | 640  | –   | –    | 640  |
| 10.  | Juliana Gaviria          | –    | –   | 600  | 600  |

### Teamsprint
| Ort              | Mannschaft                                                       | Zweite                                                                          | Dritte                                                                   |
| ---------------- | ---------------------------------------------------------------- | ------------------------------------------------------------------------------- | ------------------------------------------------------------------------ |
| Hongkong         | Hongkong Cho Yiu-yeung Jessica Lee Hoi-yan Lee Wai-sze           | –––                                                                             | –––                                                                      |
| Sankt Petersburg | Russland Natalja Antonowa Jana Tyschtschenko Anastassija Woinowa | Russland Jekaterina Gnidenko Alina Lyssenko Polina Waschchenko Ksenia Andrejewa | Deutschland Katharina Albers Alessa-Catriona Pröpster Christina Sperlich |
| Cali             | Kolumbien Martha Bayona Juliana Gaviria Yarli Mosquera           | Polen Marlena Karwacka Urszula Łoś Nikola Sibiak                                | Kanada Erin Attwell Jackie Boyle Sarah Orban                             |

Im Teamsprint von Hongkong traten die Gastgeber als einzige Mannschaft an. Sie erhielten die damit verbundenen Weltranglisten-Punkte, aber keine Siegerehrung oder Medaillen.
Gesamtwertung
| Pos. | Mannschaft  | Hong | Pet  | Cali | Pkt  |
| ---- | ----------- | ---- | ---- | ---- | ---- |
| 1.   | Kolumbien   | –    | –    | 1200 | 1200 |
| 2.   | Russland    | –    | 1200 | –    | 1200 |
| 3.   | Hongkong    | 1200 | –    | –    | 1200 |
| 4.   | Polen       | –    | –    | 1080 | 1080 |
| 5.   | Kanada      | –    | –    | 960  | 960  |
| 6.   | Deutschland | –    | 960  | –    | 960  |
| 7.   | Malaysia    | –    | –    | 900  | 900  |
| 8.   | Litauen     | –    | 900  | –    | 900  |
| 9.   | Nigeria     | –    | –    | 840  | 840  |
| 10.  | Ukraine     | –    | 840  | –    | 840  |

### 500-Meter-Zeitfahren
| Ort              | Siegerin      | Zweite         | Dritte                  |
| ---------------- | ------------- | -------------- | ----------------------- |
| Hongkong         | Miriam Vece   | Helena Casas   | Anis Amira Rosidi (SDF) |
| Sankt Petersburg | Martha Bayona | Alina Lyssenko | Natalja Antonowa        |
| Cali             | Martha Bayona | Mathilde Gros  | Nikola Sibiak           |

Gesamtwertung
| Pos. | Fahrerin                 | Hong | Pet | Cali | Pkt  |
| ---- | ------------------------ | ---- | --- | ---- | ---- |
| 1.   | Martha Bayona            | –    | 800 | 800  | 1600 |
| 2.   | Anis Amira Rosidi (SDF)  | 640  | –   | 520  | 1160 |
| 3.   | Miriam Vece              | 800  | –   | –    | 800  |
| 4.   | Mathilde Gros            | –    | –   | 720  | 720  |
| 5.   | Alina Lyssenko           | –    | 720 | –    | 720  |
| 6.   | Helena Casas             | 720  | –   | –    | 720  |
| 7.   | Nikola Sibiak            | –    | –   | 640  | 640  |
| 8.   | Natalja Antonowa         | –    | –   | 640  | 640  |
| 9.   | Marianis Salazar         | –    | –   | 600  | 600  |
| 10.  | Serafima Grischina (MCT) | –    | 600 | –    | 600  |

### Einerverfolgung
| Ort              | Siegerin      | Zweite              | Dritte                 |
| ---------------- | ------------- | ------------------- | ---------------------- |
| Hongkong         | Hanna Zerach  | Kie Furuyama (RKD)  | Ina Sawenka            |
| Sankt Petersburg | Kelly Murphy  | Aljona Iwantschenko | Mia Griffin            |
| Cali             | Lily Williams | Laura Süßemilch     | Lena Charlotte Reißner |

Gesamtwertung
| Pos. | Fahrerin               | Hong | Pet | Cali | Pkt |
| ---- | ---------------------- | ---- | --- | ---- | --- |
| 1.   | Lily Williams          | –    | –   | 800  | 800 |
| 2.   | Kelly Murphy           | –    | 800 | –    | 800 |
| 3.   | Hanna Zerach           | 800  | –   | –    | 800 |
| 4.   | Laura Süßemilch        | –    | –   | 720  | 720 |
| 5.   | Aljona Iwantschenko    | –    | 720 | –    | 720 |
| 6.   | Kie Furuyama (RKD)     | 720  | –   | –    | 720 |
| 7.   | Lena Charlotte Reißner | –    | –   | 640  | 640 |
| 8.   | Mia Griffin            | –    | 640 | –    | 640 |
| 9.   | Ina Savenka            | 640  | –   | –    | 640 |
| 10.  | Lina Marcela Hernández | –    | –   | 600  | 600 |

### Mannschaftsverfolgung
| Ort              | Mannschaft                                                       | Zweiter                                                                                                | Dritter                                                                          |
| ---------------- | ---------------------------------------------------------------- | --- | -------------------------------------------------------------------------------- |
| Sankt Petersburg | Irland Lara Gillespie Mia Griffin Kelly Murphy Alice Sharpe      | Russland Inna Abaidullina Aljona Iwantschenko Marija Miljajewa Walerija Walgonen Taissija Tschurenkowa | Schweiz Léna Mettraux Aline Seitz Michelle Andres Fabienne Buri Cybèle Schneider |
| Cali             | Kanada Ngaire Barraclough Sarah Van Dam Erin Attwell Lily Plante | Polen Daria Pikulik Nikol Płosaj Wiktoria Pikulik Nikola Wielowska                                     | Kolumbien Lina Marcela Hernández Jessica Parra Lina Mabel Rojas Camila Valbuena  |

Gesamtwertung
| Pos. | Mannschaft  | Pet  | Cali | Pkt  |
| ---- | ----------- | ---- | ---- | ---- |
| 1.   | Kanada      | –    | 1600 | 1600 |
| 2.   | Irland      | 1600 | –    | 1600 |
| 3.   | Polen       | –    | 1440 | 1440 |
| 4.   | Russland    | 1440 | –    | 1440 |
| 5.   | Kolumbien   | –    | 1280 | 1280 |
| 6.   | Schweiz     | 1280 | –    | 1280 |
| 7.   | Deutschland | –    | 1200 | 1200 |
| 8.   | Belarus     | 1200 | –    | 1200 |
| 9.   | Mexiko      | –    | 1120 | 1120 |
| 10.  | Nigeria     | –    | 1040 | 1040 |

### Scratch
| Ort      | Siegerin            | Zweite        | Dritte      |
| -------- | ------------------- | ------------- | ----------- |
| Hongkong | Tazzjana Scharakowa | Yūmi Kajihara | Tania Calvo |

### Ausscheidungsfahren
| Ort              | Siegerin       | Zweite              | Dritte            |
| ---------------- | -------------- | ------------------- | ----------------- |
| Hongkong         | Yūmi Kajihara  | Verena Eberhardt    | Eukene Larrarte   |
| Sankt Petersburg | Maria Martins  | Diana Klimowa (MCT) | Olivija Baleišytė |
| Cali             | Yareli Acevedo | Ksenija Fedotowa    | Nikol Płosaj      |

Gesamtwertung
| Pos. | Fahrerin                    | Hong | Pet | Cali | Pkt  |
| ---- | --------------------------- | ---- | --- | ---- | ---- |
| 1.   | Verena Eberhardt            | 720  | 328 | –    | 1048 |
| 2.   | Alice Tamirys Leite De Melo | –    | 280 | 560  | 840  |
| 3.   | Yareli Acevedo              | –    | –   | 800  | 800  |
| 4.   | Maria Martins               | –    | 800 | –    | 800  |
| 5.   | Yūmi Kajihara               | 800  | –   | –    | 800  |
| 6.   | Kristýna Burlová            | –    | 400 | 360  | 760  |
| 7.   | Ksenija Fedotowa            | –    | –   | 720  | 720  |
| 8.   | Diana Klimowa (MCT)         | –    | 720 | –    | 720  |
| 9.   | Nikol Płosaj                | –    | –   | 640  | 640  |
| 10.  | Olivija Baleišytė           | –    | 640 | –    | 640  |

### Omnium
| Ort              | Siegerin      | Zweite                | Dritte                 |
| ---------------- | ------------- | --------------------- | ---------------------- |
| Hongkong         | Yūmi Kajihara | Anita Yvonne Stenberg | Verena Eberhardt       |
| Sankt Petersburg | Maria Martins | Verena Eberhardt      | Lara Gillespie         |
| Cali             | Daria Pikulik | Tetjana Klimtschenko  | Lina Marcela Hernández |

Gesamtwertung
| Pos. | Fahrerin               | Hong | Pet | Cali | Pkt  |
| ---- | ---------------------- | ---- | --- | ---- | ---- |
| 1.   | Verena Eberhardt       | 640  | 720 | –    | 1360 |
| 2.   | Daria Pikulik          | –    | –   | 800  | 800  |
| 3.   | Maria Martins          | –    | 800 | –    | 800  |
| 4.   | Yūmi Kajihara          | 800  | –   | –    | 800  |
| 5.   | Tetjana Klimtschenko   | –    | –   | 720  | 720  |
| 6.   | Anita Yvonne Stenberg  | 720  | –   | –    | 720  |
| 7.   | Lina Marcela Hernández | –    | –   | 640  | 640  |
| 8.   | Lara Gillespie         | –    | 640 | –    | 640  |
| 9.   | Katrijn De Clercq      | –    | –   | 600  | 600  |
| 10.  | Rinata Sultanowa       | –    | –   | 600  | 600  |

### Zweier-Mannschaftsfahren
| Ort              | Mannschaft                                                 | Zweite                                        | Dritte                                            |
| ---------------- | ---------------------------------------------------------- | --------------------------------------------- | ------------------------------------------------- |
| Hongkong         | Japan Yūmi Kajihara Kisato Nakamura                        | Belarus Ina Sawenka Hanna Zerach              | Rakuten K Dreams Kie Furuyama Nao Suzuki          |
| Sankt Petersburg | Marathon-Tula Cycling Team Gulnas Chatunzewa Diana Klimowa | Russland Inna Abaidullina Aljona Iwantschenko | Schweiz Aline Seitz Michelle Andres               |
| Cali             | Polen Daria Pikulik Wiktoria Pikulik                       | Ukraine Ksenija Fedotowa Tetjana Klimtschenko | Kolumbien Lina Marcela Hernández Lina Mabel Rojas |

Gesamtwertung
| Pos. | Mannschaft  | Hong | Pet  | Cali | Pkt  |
| ---- | ----------- | ---- | ---- | ---- | ---- |
| 1.   | Kolumbien   | –    | –    | 1200 | 1200 |
| 2.   | Russland    | –    | 1200 | –    | 1200 |
| 3.   | Hongkong    | 1200 | –    | –    | 1200 |
| 4.   | Polen       | –    | –    | 1080 | 1080 |
| 5.   | Kanada      | –    | –    | 960  | 960  |
| 6.   | Deutschland | –    | 960  | –    | 960  |
| 7.   | Malaysia    | –    | –    | 900  | 900  |
| 8.   | Litauen     | –    | 900  | –    | 900  |
| 9.   | Nigeria     | –    | –    | 840  | 840  |
| 10.  | Ukraine     | –    | 840  | –    | 840  |

## Männer

### Sprint
| Ort              | Sieger         | Zweiter          | Dritter               |
| ---------------- | -------------- | ---------------- | --------------------- |
| Hongkong         | Yudai Nitta    | Yūta Wakimoto    | Tomohiro Fukaya (DSR) |
| Sankt Petersburg | Kevin Quintero | Michail Jakowlew | Tom Derache           |
| Cali             | Nicholas Paul  | Kevin Quintero   | Rayan Helal           |

Gesamtwertung
| Pos. | Fahrer                   | Hong | Pet | Cali | Pkt  |
| ---- | ------------------------ | ---- | --- | ---- | ---- |
| 1.   | Kevin Quintero           | –    | 800 | 720  | 1520 |
| 2.   | Santiago Ramírez Morales | –    | 480 | 520  | 1000 |
| 3.   | Vasilijus Lendel         | 304  | 520 | –    | 824  |
| 4.   | Nicholas Paul            | –    | –   | 800  | 800  |
| 5.   | Yudai Nitta              | 800  | –   | –    | 800  |
| 6.   | Michail Jakowlew         | –    | 720 | –    | 720  |
| 7.   | Yūta Wakimoto            | 720  | –   | –    | 720  |
| 8.   | Rayan Helal              | –    | –   | 640  | 640  |
| 9.   | Tom Derache              | –    | 640 | –    | 640  |
| 10.  | Tomohiro Fukaya (DSR)    | 640  | –   | –    | 640  |

### Keirin
| Ort              | Sieger                 | Zweiter          | Dritter                  |
| ---------------- | ---------------------- | ---------------- | ------------------------ |
| Hongkong         | M. F. Mohd Zonis (SDF) | Yūta Wakimoto    | Yudai Nitta              |
| Sankt Petersburg | Tom Derache            | Vasilijus Lendel | Joachim Eilers           |
| Cali             | Nicholas Paul          | Kevin Quintero   | Santiago Ramírez Morales |

Gesamtwertung
| Pos. | Fahrer                   | Hong | Pet | Cali | Pkt  |
| ---- | ------------------------ | ---- | --- | ---- | ---- |
| 1.   | Kevin Quintero           | –    | 560 | 720  | 1280 |
| 2.   | Vasilijus Lendel         | 520  | 720 | –    | 1240 |
| 3.   | Santiago Ramírez Morales | –    | 400 | 640  | 1040 |
| 4.   | Esow Esow                | –    | 600 | 440  | 1040 |
| 5.   | Nicholas Paul            | –    | –   | 800  | 800  |
| 6.   | Tom Derache              | –    | 800 | –    | 800  |
| 7.   | M. F. Mohd Zonis (SDF)   | 800  | –   | –    | 800  |
| 8.   | Yūta Wakimoto            | 720  | –   | –    | 720  |
| 9.   | Svajūnas Jonauskas       | 400  | 304 | –    | 704  |
| 10.  | Joachim Eilers           | –    | 640 | –    | 640  |

### Teamsprint
| Ort              | Mannschaft                                                | Zweite                                                                | Dritte                                                                                      |
| ---------------- | --------------------------------------------------------- | --------------------------------------------------------------------- | ------------------------------------------------------------------------------------------- |
| Hongkong         | Dream Seeker Tomohiro Fukaya Shinji Nakano Yuta Obara     | Spanien Ekain Jiménez Elizondo Alejandro Martínez Chorro Juan Peralta | Ukraine Bogdan Danilchuk Wladislaw Denisenko Yehor Korobow                                  |
| Sankt Petersburg | Russland Danila Burlakow Iwan Gladyschew Michail Jakowlew | Russland Kirill Lii Aleksander Scharapow Alexei Tkatschew             | Marathon-Tula Cycling Team Alexander Dubtschenko Daniil Komkow Pawel Rostow Dmitry Nesterow |
| Cali             | Kanada Hugo Barrette Ryan Dodyk Nick Wammes               | Kolumbien Rubén Murillo Juan David Henao Kevin Quintero               | Polen Mateusz Miłek Patryk Rajkowski Daniel Rochna                                          |

Gesamtwertung
| Pos. | Mannschaft                 | Hong | Pet  | Cali | Pkt  |
| ---- | -------------------------- | ---- | ---- | ---- | ---- |
| 1.   | Ukraine                    | 960  | 600  | –    | 1560 |
| 2.   | Indien                     | –    | 660  | 720  | 1380 |
| 3.   | Kanada                     | –    |      | 1200 | 1200 |
| 4.   | Russland                   | –    | 1200 | –    | 1200 |
| 5.   | Dream Seeker               | 1200 | –    | –    | 1200 |
| 6.   | Kolumbien                  | –    | –    | 1080 | 1080 |
| 7.   | Spanien                    | 1080 | –    | –    | 1080 |
| 8.   | Polen                      | –    | –    | 960  | 960  |
| 9.   | Marathon-Tula Cycling Team | –    | 960  | –    | 960  |
| 10.  | Tschechien                 | –    | –    | 900  | 900  |

### 1000-Meter-Zeitfahren
| Ort              | Sieger        | Zweiter                | Dritter                  |
| ---------------- | ------------- | ---------------------- | ------------------------ |
| Hongkong         | Felix Groß    | M. F. Mohd Zonis (SDF) | Juan Peralta             |
| Sankt Petersburg | Marc Jurczyk  | Quentin Lafargue       | Alexander Scharapow      |
| Cali             | Nicholas Paul | Patryk Rajkowski       | Santiago Ramírez Morales |

Gesamtwertung
| Pos. | Fahrer                   | Hong | Pet | Cali | Pkt  |
| ---- | ------------------------ | ---- | --- | ---- | ---- |
| 1.   | Santiago Ramírez Morales | –    | 560 | 640  | 1200 |
| 2.   | Ronaldo Laitonjam        | –    | 328 | 520  | 848  |
| 3.   | Nicholas Paul            | –    | –   | 800  | 800  |
| 4.   | Marc Jurczyk             | –    | 800 | –    | 800  |
| 5.   | Felix Groß               | 800  | –   | –    | 800  |
| 6.   | Patryk Rajkowski         | –    | –   | 720  | 720  |
| 7.   | Quentin Lafargue         | –    | 720 | –    | 720  |
| 8.   | M. F. Mohd Zonis (SDF)   | 720  | –   | –    | 720  |
| 9.   | Ahmad Safwan Nazeri      | 400  | –   | 304  | 704  |
| 10.  | Alexander Scharapow      | –    | 640 | –    | 640  |

### Einerverfolgung
| Ort              | Sieger        | Zweite            | Dritte           |
| ---------------- | ------------- | ----------------- | ---------------- |
| Hongkong         | Ashton Lambie | Domenic Weinstein | Leon Rohde       |
| Sankt Petersburg | Gleb Syriza   | Kyle Gordon (SCT) | Davide Plebani   |
| Cali             | Daniel Crista | Bryan Gómez       | Juan David Henao |

Gesamtwertung
| 1.  | Daniel Crista      | –   | 400 | 800 | 1200 |
| 2.  | Gleb Syriza        | –   | 800 | –   | 800  |
| 3.  | Ashton Lambie      | 800 | –   | –   | 800  |
| 4.  | Bryan Gómez        | –   | –   | 720 | 720  |
| 5.  | Kyle Gordon (SCT)  | –   | 720 | –   | 720  |
| 6.  | Domenic Weinstein  | 720 | –   | –   | 720  |
| 7.  | Julian Osorio      | –   | –   | 640 | 640  |
| 8.  | Davide Plebani     | –   | 640 | –   | 640  |
| 9.  | Leon Rohde         | 640 | –   | –   | 640  |
| 10. | Vitālijs Korņilovs | 400 | 232 | 632 |      |

### Mannschaftsverfolgung
| Ort              | Mannschaft                                                                      | Zweiter                                                                                       | Dritter                                                                                |
| ---------------- | ------------------------------------------------------------------------------- | --------------------------------------------------------------------------------------------- | -------------------------------------------------------------------------------------- |
| Hongkong         | Deutschland Theo Reinhardt Felix Groß Marco Mathis Leon Rohde Domenic Weinstein | Dänemark Tobias Hansen Matias Malmberg William Levy Robin Skivild                             | Japan Eiya Hashimoto Shunsuke Imamura Naoki Kojima Kazushige Kuboki                    |
| Sankt Petersburg | Russland Gleb Syriza Lew Gonow Jegor Igoschew Iwan Smirnow                      | Italien Stefano Moro Davide Boscaro Carloalberto Giordani Davide Plebani                      | Russland Vlas Schischkin Nikita Bersenew Iwan Nowolodski Ilja Schchegolkow             |
| Cali             | Kolumbien Juan Esteban Arango Bryan Gómez Jordan Parra Juan Pablo Zapata        | Kanada Michael Foley Jackson Kinniburgh Mathias Guillemette Sean Richardson Ethan Ogrodniczuk | Mexiko Ricardo Peña Salas Tomas Aguirre Garza Jorge Martinez Huerta Jose Muniz Vazquez |

Gesamtwertung
| Pos. | Mannschaft  | Hong | Pet  | Cali | Pkt  |
| ---- | ----------- | ---- | ---- | ---- | ---- |
| 1.   | Russland    | –    | 1600 | –    | 1600 |
| 2.   | Kolumbien   | –    | –    | 1600 | 1600 |
| 3.   | Deutschland | 1600 | –    | –    | 1600 |
| 4.   | Italien     | –    | 1440 | –    | 1440 |
| 5.   | Kanada      | –    | –    | 1440 | 1440 |
| 6.   | Dänemark    | 1440 | –    | –    | 1440 |
| 7.   | Mexiko      | –    | –    | 1280 | 1280 |
| 8.   | Japan       | 1280 | –    | –    | 1280 |
| 9.   | Schweiz     | –    | 1200 | –    | 1200 |
| 10.  | Malaysia    | –    | –    | 1200 | 1200 |

### Scratch
| Ort      | Sieger          | Zweiter          | Dritter          |
| -------- | --------------- | ---------------- | ---------------- |
| Hongkong | Jauhen Karaljok | Moritz Malcharek | Kazushige Kuboki |

### Ausscheidungsfahren
| Ort              | Sieger                | Zweiter           | Dritter            |
| ---------------- | --------------------- | ----------------- | ------------------ |
| Hongkong         | Eiya Hashimoto        | Erik Martorell    | Moritz Malcharek   |
| Sankt Petersburg | Carloalberto Giordani | Alexander Smirnow | Christos Volikakis |
| Cali             | Akil Campbell         | Kenny De Ketele   | Cristian Arriagada |

Gesamtwertung
| Pos. | Fahrer                | Hong | Pet | Cali | Pkt |
| ---- | --------------------- | ---- | --- | ---- | --- |
| 1.   | Akil Campbell         | –    | –   | 800  | 800 |
| 2.   | Carloalberto Giordani | –    | 800 | –    | 800 |
| 3.   | Eiya Hashimoto        | 800  | –   | –    | 800 |
| 4.   | Kenny De Ketele       | –    | –   | 720  | 720 |
| 5.   | Alexander Smirnow     | –    | 720 | –    | 720 |
| 6.   | Erik Martorell        | 720  | –   | –    | 720 |
| 7.   | Stefan Matzner        | 480  | 232 | –    | 712 |
| 8.   | Cristian Arriagada    | –    | –   | 640  | 640 |
| 9.   | Christos Volikakis    | –    | 640 | –    | 640 |
| 10.  | Moritz Malcharek      | 640  | –   | –    | 640 |

### Omnium
| Ort              | Sieger            | Zweiter             | Dritter            |
| ---------------- | ----------------- | ------------------- | ------------------ |
| Hongkong         | Eiya Hashimoto    | Jauhenij Karaljok   | Matias Malmberg    |
| Sankt Petersburg | Jauhenij Karaljok | Iúri Leitão         | Claudio Imhof      |
| Cali             | Daniel Crista     | Juan Esteban Arango | Cristian Arriagada |

Gesamtwertung
| Pos. | Fahrer              | Hong | Pet | Cali | Pkt  |
| ---- | ------------------- | ---- | --- | ---- | ---- |
| 1.   | Jauhenij Karaljok   | 720  | 800 | –    | 1520 |
| 2.   | Daniel Crista       | –    | 400 | 800  | 1200 |
| 3.   | Eiya Hashimoto      | 800  | –   | –    | 800  |
| 4.   | Juan Esteban Arango | –    | –   | 720  | 720  |
| 5.   | Iúri Leitão         | –    | 720 | –    | 720  |
| 6.   | Cristian Arriagada  | –    | –   | 640  | 640  |
| 7.   | Claudio Imhof       | –    | 640 | –    | 640  |
| 8.   | Matias Malmberg     | 640  | –   | –    | 640  |
| 9.   | Michael Foley       | –    | –   | 600  | 600  |
| 10.  | Gleb Syriza         | –    | 600 | –    | 600  |

### Zweier-Mannschaftsfahren
| Ort              | Mannschaft                                  | Zweite                                     | Dritte                                                     |
| ---------------- | ------------------------------------------- | ------------------------------------------ | ---------------------------------------------------------- |
| Hongkong         | Deutschland Moritz Malcharek Theo Reinhardt | Österreich Andreas Müller Andreas Graf     | Japan Eiya Hashimoto Shunsuke Imamura                      |
| Sankt Petersburg | Russland Lew Gonow Iwan Smirnow             | Portugal Iúri Leitão João Matias           | Marathon-Tula Cycling Team Artur Jerschow Sergei Rostowzew |
| Cali             | Belgien Kenny De Ketele Tuur Dens           | Kolumbien Juan Esteban Arango Jordan Parra | Chile Antonio Cabrera Felipe Peñaloza                      |

Gesamtwertung
| Pos. | Mannschaft                 | Hong | Pet  | Cali | Pkt  |
| ---- | -------------------------- | ---- | ---- | ---- | ---- |
| 1.   | Ukraine                    | 1040 | 960  | 1200 | 3200 |
| 2.   | Österreich                 | 1440 | 1200 | –    | 2640 |
| 3.   | Belarus                    | 1120 | 800  | –    | 1920 |
| 4.   | Belgien                    | –    | –    | 1600 | 1600 |
| 5.   | Russland                   | –    | 1600 | –    | 1600 |
| 6.   | Deutschland                | 1600 | –    | –    | 1600 |
| 7.   | Kolumbien                  | –    | –    | 1440 | 1440 |
| 8.   | Portugal                   | –    | 1440 | –    | 1440 |
| 9.   | Chile                      | –    | –    | 1280 | 1280 |
| 10.  | Marathon-Tula Cycling Team | –    | 1280 | –    | 1280 |

## Teamwertung
Der Endstand der UCI Track Nations Cup Standings war wie folgt:
| Pos. | Nation/Team | Hong    | Pet     | Cali    | Gesamt  |
| ---- | ----------- | ------- | ------- | ------- | ------- |
| 1.   | Kolumbien   | –       | 4960,0  | 19280,0 | 24240,0 |
| 2.   | Ukraine     | 5408,0  | 8688,0  | 5840,0  | 19936,0 |
| 3.   | Deutschland | 7800,0  | 8604,0  | 3424,0  | 19828,0 |
| 4.   | Russland    | –       | 18064,0 | –       | 18064,0 |
| 5.   | Belarus     | 8400,0  | 9344,0  | –       | 17744,0 |
| 6.   | Kanada      | –       | –       | 16160,0 | 16160,0 |
| 7.   | Japan       | 14240,0 | –       | –       | 14240,0 |
| 8.   | Malaysia    | 2860,0  | –       | 8364,0  | 11224,0 |
| 9.   | Spanien     | 11016,0 | –       |         | 11016,0 |
| 10.  | Mexiko      | –       | –       | 10952,0 | 10952,0 |